# Iberia Express

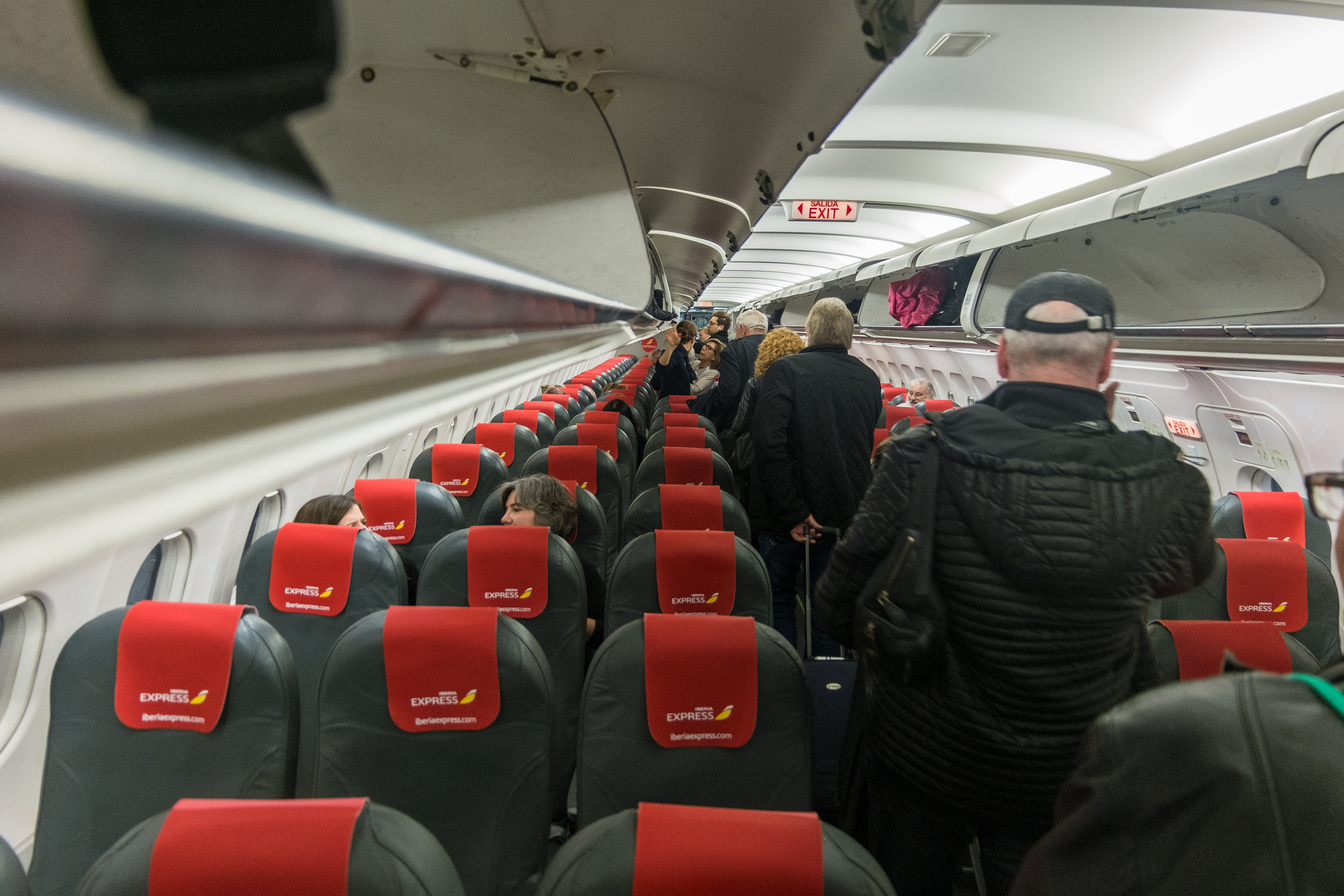
Kabine Airbus A320-200

Iberia Express ist eine spanische Billigfluggesellschaft mit Sitz in Madrid und Basis auf dem Flughafen Madrid-Barajas. Sie ist eine Tochtergesellschaft von Iberia und gehört somit auch zu der International Airlines Group (IAG). Außerdem ist sie Mitglied der Luftfahrtallianz oneworld.

## Geschichte
Iberia Express wurde 2011 gegründet und nahm am 25. März 2012 den Flugbetrieb auf. Iberia Express übernahm von Iberia mehrere spanische und europäische Strecken ab Madrid-Barajas. Die Flüge werden auch unter der Flugnummer (IB) der Muttergesellschaft Iberia verkauft. 

## Flugziele
Von Madrid-Barajas aus bedient Iberia Express (Stand 2024) neben portugiesischen und spanischen Zielen auf der iberischen Halbinsel, den Balearischen Inseln und den Kanaren einige große Städte in ganz Europa und Nordafrika, die sie von ihrer Muttergesellschaft Iberia übernahm. Angeflogen werden außerhalb Portugals und Spaniens Amsterdam, Bari, Berlin, Dublin, Edinburgh, Kairo, Kreta, Kopenhagen, London, Lyon, Manchester, Marrakesch, Neapel, Reykjavik und Tel Aviv.

## Flotte

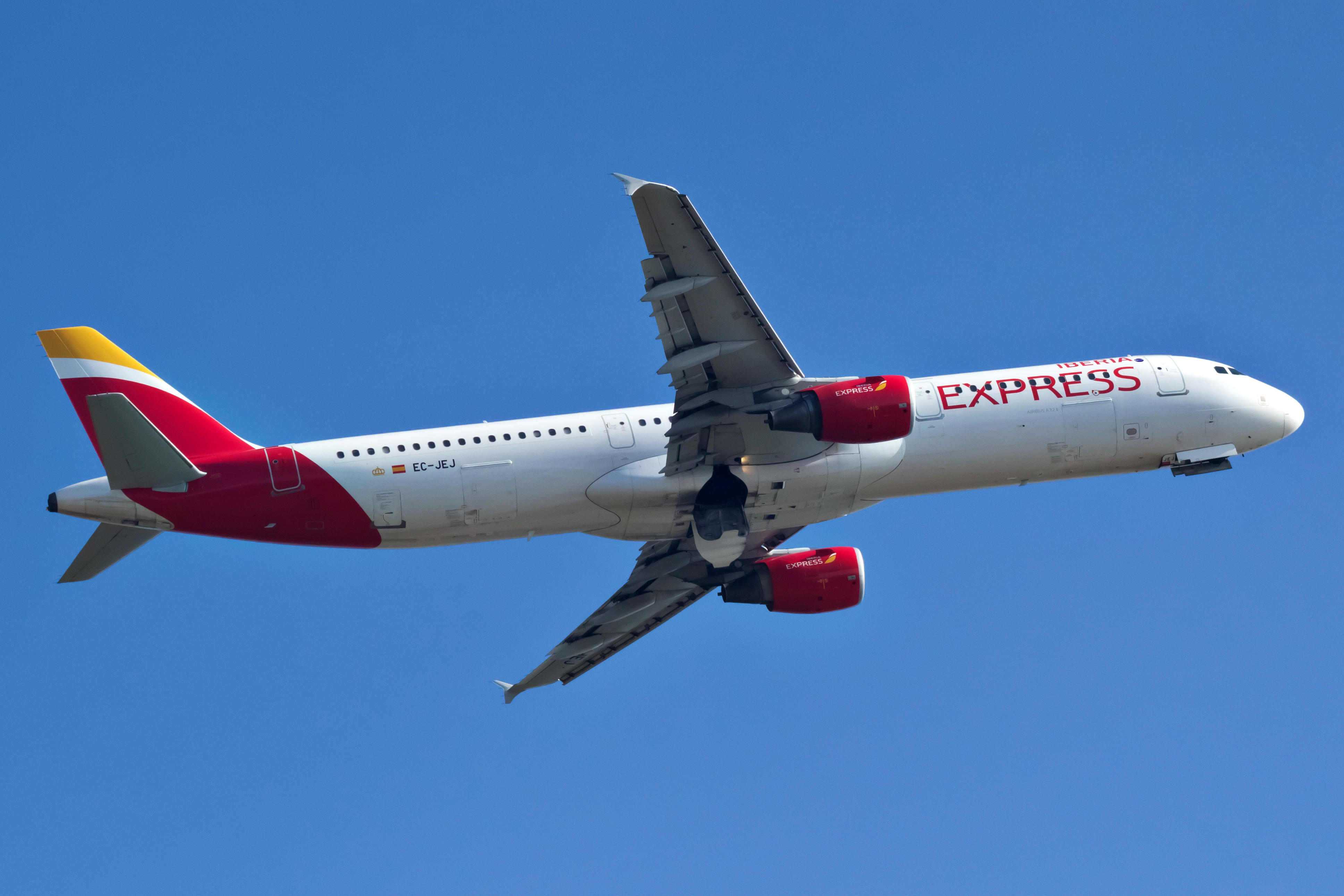
Airbus A321-200 der Iberia Express

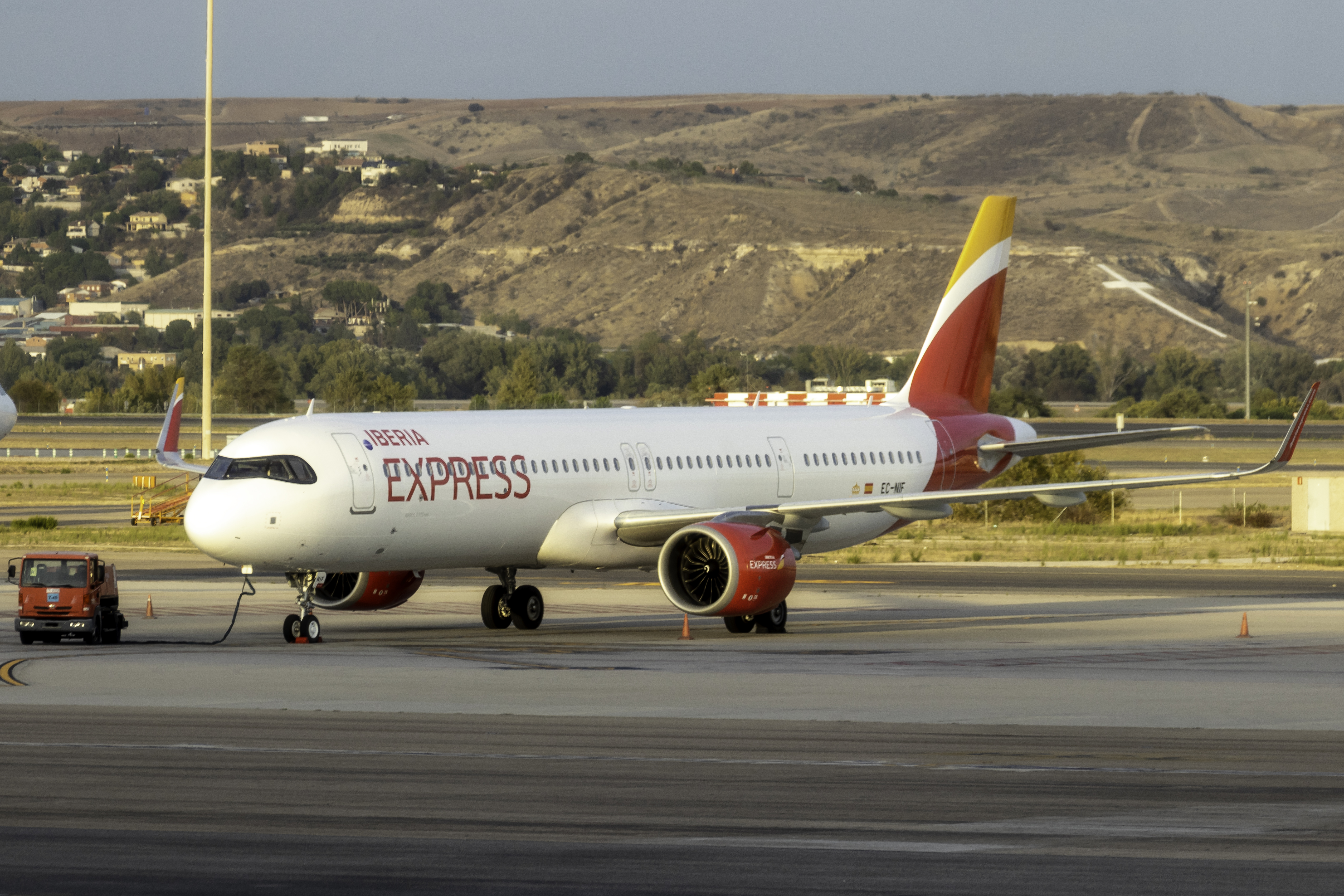
Airbus A321neo der Iberia Express

### Aktuelle Flotte
Mit Stand April 2025 besteht die Flotte der Iberia Express aus 25 Flugzeugen mit einem Durchschnittsalter von 10,7 Jahren:
| Flugzeugtyp     | Anzahl | bestellt | Anmerkungen                     | Sitzplätze | Durchschnittsalter |
| --------------- | ------ | -------- | ------------------------------- | ---------- | ------------------ |
| Airbus A320-200 | 13     |          | vier mit Sharklets ausgestattet | 180        | 17,8 Jahre         |
| Airbus A321neo  | 12     |          | einer inaktiv                   | 232        | 02,9 Jahre         |
| Gesamt          | 25     | -        |                                 |            | 10,7 Jahre         |

### Aktuelle Sonderbemalungen
| Flugzeugtyp    | Luftfahrzeugkennzeichen | Bemalung             | Zeitraum           | Bild |
| -------------- | ----------------------- | -------------------- | ------------------ | --- |
| Airbus A321neo | EC-NIF                  | „Madrid“             | seit Dezember 2021 | Bild gesucht Die Wikipedia wünscht sich an dieser Stelle ein Bild. Falls du dabei helfen möchtest, erklärt die Anleitung , wie das geht. |
| Airbus A321neo | EC-OAS                  | „Cirium 2023 Winner“ | seit Januar 2024   | |

### Ehemalige Flugzeugtypen
- Airbus A321-200

## Kritik
Gewerkschaften kritisierten, dass Flugzeuge und Routen von der Muttergesellschaft Iberia zur Billigfluggesellschaft Iberia Express verlagert wurden. Die Betriebsaufnahme wurde von Streiks der Piloten der Muttergesellschaft begleitet.
Im Juni 2025 wurde die weitere Entwicklung der Fluggesellschaft von der Zustimmung des Personals zu einem neuen Tarifvertrag abhängig gemacht.